# Christian Boss
Christian Boss (* 10. März 1926; † 19. Juni 1987) war ein Volksmusikant und Komponist aus Grindelwald im Schweizer Kanton Bern. Ab 1938 spielte er mit seinem Bruder Hans Boss als Kapelle Bossbuebe. Bis 1959 war der bekannte Akkordeonist Walter Grob mit von der Partie. Ihre Betätigungsfelder waren der traditionelle Ländler und der Dialektschlager. 1960 gelang es Christian Boss, mit dem schon 1948 komponierten Lied s  Träumli einen Evergreen zu landen. Weitere von ihm komponierte Dialektschlager waren die Lieder
- Sässellift
- Alte Liebe rostet nicht
- Macht’s ächt öppis?

## Berufliches
Christian Boss war gelernter Koch und übernahm 1952 den elterlichen Gasthof Steinbock in Grindelwald, den er bis 1978 führte. Des Weiteren betätigte er sich als Holzschnitzer, Akkordeon- und Schwyzerörgelilehrer.